# Motarilavoa Hilda Lini
Motarilavoa Hilda Lini là người đứng đầu tổ chức Turaga nation của đảo Pentecost thuộc Vanuatu ở Melanesia. Bà đã kết hợp phong trào chống nhạt nhân ở Thái Bình Dương với các vấn đề nữ quyền, quyền của dân bản xứ và môi trường.
Sau khi Vanuatu được độc lập năm 1980, bà trở thành người phụ nữ đầu tiên được bầu vào nghị viện năm 1987. Bà trở thành nữ bộ trưởng đầu tiên của đất nước vào năm 1991, sau khi được bổ nhiệm làm Bộ trưởng Bộ Y tế và Cấp nước nông thôn. Bà đã giữ nhiều chức vụ bộ trưởng cho đến cuối những năm 1990, phục vụ ba nhiệm kỳ quốc hội. Trong đầu thập niên 1990, khi làm bộ trưởng bộ Y tế bà đã giúp thuyết phục Tổ chức Y tế Thế giới đưa vấn đề tính hợp pháp của vũ khí hạt nhân ra trước Tòa án Quốc tế vì Công lý ở Den Haag.
Năm 2005 bà đoạt Giải Tương lai phi hạt nhân.
Bà qua đời vào ngày 25 tháng 5 năm 2025 tại Bệnh viện đa khoa Port Vila.